# ميكسيميو (آن)
ميكسيميو (بالفرنسية: Meximieux)‏ هي بلدية فرنسية تقع في إقليم الآن في فرنسا. رمز إنسي لها هو:1244. أما الرمز البريدي لها فهو: 1800.